# Pardes
Pardes (פַּרְדֵּס‎, v hebrejštině doslova „park“ či „les“ ) je v rámci judaismu souhrnný název pro čtyři úrovně výkladu Tóry. Samotný termín je akronymem složeným z počátečních písmen názvů jednotlivých úrovní.
V rámci výkladu podle systému pardes rozlišujeme tyto úrovně :
- Pešat (פְּשָׁט‎) – doslova znamená „prostý smysl“. Při tomto výkladu je zapotřebí držet se doslovného významu slov a toho, co popisují, tzn. jak je to napsáno, tak je to i myšleno. Dalšími výkladovými úrovněmi by se měl zabývat jen ten, kdo uznává platnost prostého smyslu Písma.
- Remez (רֶמֶז‎) – doslova „náznak“ či „narážka“. Při tomto výkladu se vychází z toho, že slovní zápis může v sobě skrývat nějaký hlubší, alegorický význam, například podobenství či jinotaj. Náznaku či narážce nelze porozumět bez nalezení nějakého významového klíče. Významovým klíčem může být stejná numerická hodnota určitých zdánlivě nesouvisejících slov či fonetická podobnost dvou odlišně psaných výrazů. Například hebrejské slovo OR, pokud je psáno s písmenem alef (אוֹר), znamená „světlo“, kdežto je-li napsáno s písmenem ajin (עוֹר), pak znamená „kůže“. Z toho se vyvozuje, že světlo bylo původním šatem člověka[4] a že toto světlo pohaslo v okamžiku, kdy člověk zhřešil.[5]
- Deraš (דְּרַשׁ‎) – doslova „bádání“[6]. Cílem této výkladové úrovně je nalezení významu přečteného pro současný život. Jedná se o nalezení odvozeného neboli homiletického smyslu v psaném textu Písma.
- Sod (סוֹד‎) – doslova „tajemství“. Tento výklad je mystický a je uzavřený pro toho, kdo neprožívá vztah s Bohem a nenabyl žádnou duchovní zkušenost při uplatňování jeho přikázání.